# Golf de Gaeta
El golf de Gaeta (en llatí: Sinus Caietanus o Sinus Formianus) és un golf de la mar Tirrena que es troba a la part central de la costa occidental d'Itàlia, una mica al nord del golf de Nàpols. Està delimitat pel promontori de Circeo al nord-oest, les illes Poncianes a l'oest i l'illa d'Ischia al sud-est. Les costes de el golf pertanyen al Laci (Província de Latina) i a la Campània (Província de Caserta i Ciutat metropolitana de Nàpols).

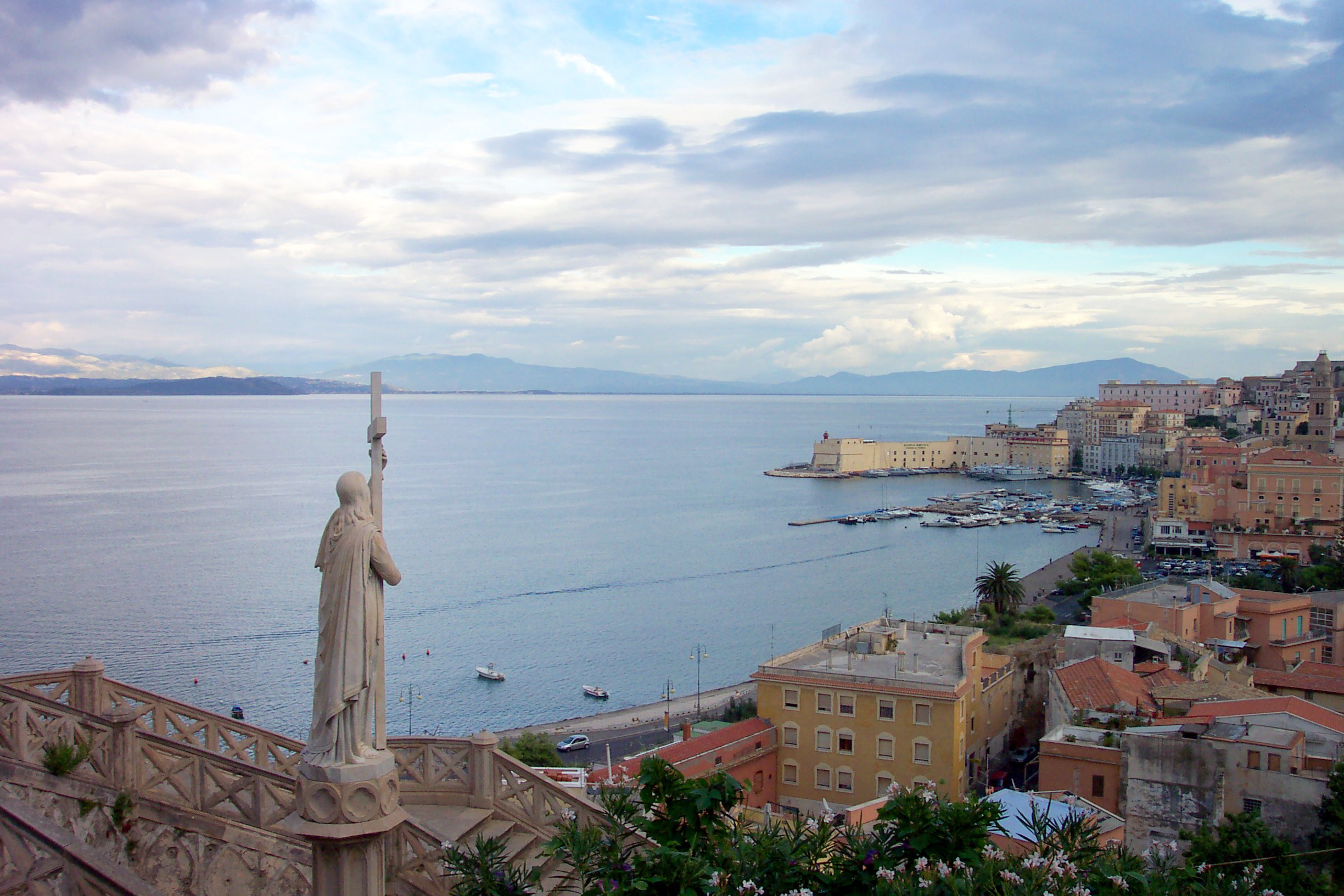
Vista del golf des de l'església de Sant Francesc de Gaeta.

Davant del golf es troben les illes Poncianes: Ponça, Ventotene, Palmarola, Illa de Sant Stefano, Zannone i l'illot de Gavi.
Les principals ciutats amb vista al golf són San Felice Circeo, Terracina, Sperlonga, Gaeta, Formia, Minturno, Suessa, Cellole, Mondragone, Castel Volturno i Bacoli. Al golf hi desemboquen els rius Garigliano (158 km) i Volturno (175 km).

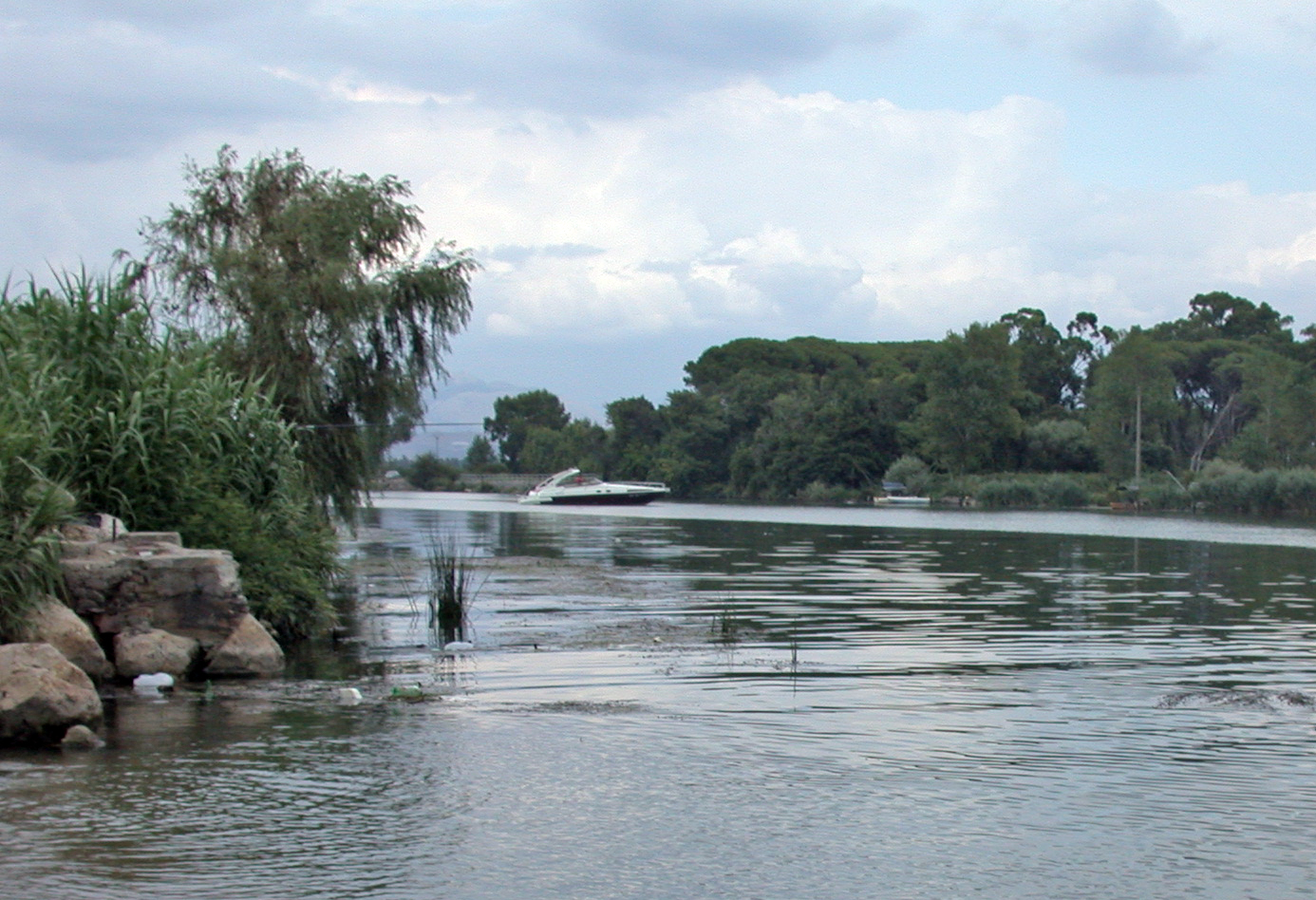
Desembocadura del riu Garigliano.

El golf té una forta vocació turística, gràcies a diverses platges situades entre San Felice Circeo, Terracina, Sperlonga, Gaeta, Formia, Minturno i Baia Domizia (litoral de Suessa i Cellole). El port més important és el port comercial de Gaeta, mentre que els ports de Terracina i Formia tenen connexions amb les dues illes Poncianes grans.